# 산학협동재단
산학협동재단(産學協同財團, Korea Sanhak Foundation)은 산업계, 학계, 근로자의 협동 체계를 구축하여 국가경쟁력 강화 및 경제성장 고도화에 기여하고, 우수한 학술 연구 발굴 및 지원, 인재 육성을 위한 장학사업, 대한민국의 국제 영향력 제고를 위한 국제교류 활동 등을 지원하기 위해 한국무역협회 및 동 회원사의 출연으로 1974년에 설립된 재단이다. 재단 사무국은 서울특별시 서초구 강남대로 329 (서초동)에 있다.

## 연혁
- 1974년 3월 30일 : 산학협동재단 설립, 초대~제3대 이사장 이활 취임
- 1974년 8월 30일 : 산학협동지 창간
- 1976년 8월 18일 : 한국상업은행 주식 100만주 매입
- 1976년 11월 15일 : 하버드대학교 한국관계강좌 개설기금 100만 달러 기부
- 1977년 7월 22일 : 재단기금 100억원으로 증액 계획 발표
- 1980년 11월 1일 : 문교부 직할 법인 승격
- 1982년 11월 1일 : 제4대 이사장 신병현 이사 취임
- 1983년 11월 10일 : 제5~9대 이사장 남덕우 이사 취임
- 1984년 3월 30일 : 창립 10주년 기념식
- 1994년 3월 30일 : 창립 20주년 기념식
- 1998년 9월 23일 : 산학재단빌딩 준공
- 2003년 10월 8일 : 중국 조선족학교 장학금 지급 개시 (吉林)
- 2004년 3월 30일 : 창립 30주년 기념식
- 2007년 2월 24일 : 제10대 이사장 이희범 이사 취임
- 2009년 3월 18일 : 제11대 이사장 사공일 이사 취임
- 2009년 5월 30일 : 하버드대학교 한국학 기금 기부조건 변경
- 2010년 3월 : 산업기능인력 양성을 위한 장학사업 개시(전문대생 및 실업계 고교생 대상)
- 2011년 9월 7일 : 베트남 호치민시 장학증서 수여식 개최

## 주요 사업
- 학술연구비 지원 : 학위를 수여하는 국내의 대학, 대학원 또는 동 부설연구기관에 재직 중인 전임강사 이상의 교수 중 진행하고자 하는 연구 과제를 소속 기관장(총장, 산학협력단장)이 추천하여 심사를 통해 지급
- 장학금 지원 : 경제성장으로 변화되어 가는 고도 산업사회의 요구에 적응할 기술 인력과 고급두뇌를 양성하고, 근로자에게 가중되는 교육비 부담을 경감시키기 위한 장학금 지원
- 학술단체 지원 : 학회 및 학술단체 연구 성과를 공유할 수 있는 학술지 발간과 세미나 개최 지원
- 국제교류 지원 : 1975년 하버드대학교 현대한국경제, 사회강좌 개설 기금을 100만 달러를 시작으로 재외 한국인 학교, 한국 관련 연구기관 및 단체 지원과 친 한국계 인력 또는 한국과의 무역 통상 파트너 성장 가능성이 높은 신흥시장 글로벌 장학생 장학금 지급
- 산학협동상 : 산학협동 활동이 탁월하여 기술개량, 생산성 향상 및 경영합리화에 기여한 교수 및 협력 기업체를 발굴

## 산학재단빌딩
지상 20층, 지하 4층의 인텔리전트 빌딩인 산학재단빌딩은 1998년 9월 23일 준공되어, 이후 발생되는 임대수익은 산학협동재단 고유의 공익 목적사업에 쓰인다.

## 참고자료
- 산학재단30년사
- 두산백과사전 EnCyber